# Francesco Brancati
Francesco Brancati (Palerm 1607 - Canton 1671) jesuïta italià, missioner a la Xina durant els darrers anys de la Dinastia Ming.

## Biografia
Francesco Brancati va néixer a Palerm (Sicília) l'any 1607. El 14 d'agost de 1623 va ingressar al noviciat dels jesuïtes de Nàpols.
Va estudiar filosofia i teologia a Nàpols i va fer de professor de gramàtica a Palerm.
Conjuntament amb Ludovico Buglio i Girolamo Gravina, va sortir des de Lisboa cap a la Xina el 13 d'abril de 1635 i el 1636 va arribar a la regió de Jiangnan. El 1674 es va establir a Xangai on va fer una mitjana de 2000 i a 4000 batejos a l'any.
Ni tan sols els trastorns derivats de la caiguda del Ming (1644) van frenar la seva feina d'evangelització que, després de més de vint anys d'apostolat, podia escriure el 1661 a Roma que el nombre total de fidels que va atendre va superar els quaranta-cinc mil.
La campanya contra els missioners catòlics, en part per motius derivats de la seva actuació com a astrònoms, va fer que Bracanti i altres jesuïtes, tres dominics i un franciscà fossin enviats el juliol de 1665 a Pequïn i sentenciats a l'exili a Canton.
Va escriure nombroses obres en xinès, tant de temes relacionats amb els ritus xinesos com "De Sinensium Ritibus politicis Acta" publicada a París el 1700, i altres amb sermons i homilies destinats a ser llegits en les celebracions religioses dels diumenges.
Va morir el 25 d'abril de 1671 a Canton, però el 26 de gener de 1674 va ser enterrat a un cementiri de Xangai.